# Скулкилл (река)

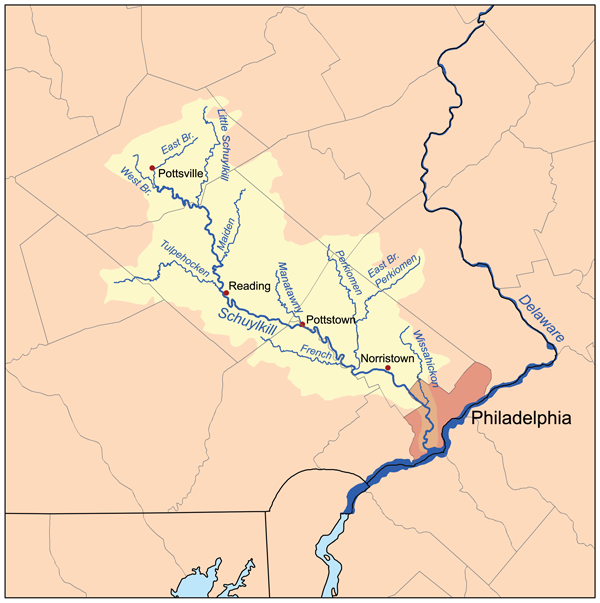
Бассейн Скулкилла

Скулкилл (англ. Schuylkill River) — река в Пенсильвании, крупнейший приток Делавэра.
Длина — 207 км, площадь бассейна — 5180 км². Исток реки — слияние Уэст-Бранч-Скулкилла и Ист-Бранч-Скулкилла в Скулкилл-Хейвене. Далее река протекает по равнине по четырём округам штата преимущественно в юго-восточном направлении. Впадает справа в Делавэр в городе Филадельфия. При впадении реки был остров Лиг.
Крупных притоков Скулкилл не имеет.
Река является достопримечательностью Филадельфии, часто изображена на панорамах города.
На реке проводятся традиционные соревнования по гребле Дэд-Вейл. Это одна из самых престижных регат среди университетов и колледжей США.
Река также известна одним крупнейшим висячим мостом XIX века (англ. Chain Bridge at Falls of Schuylkill).

## Галерея

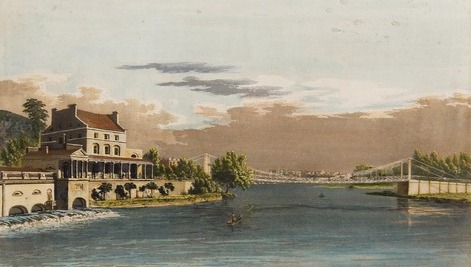
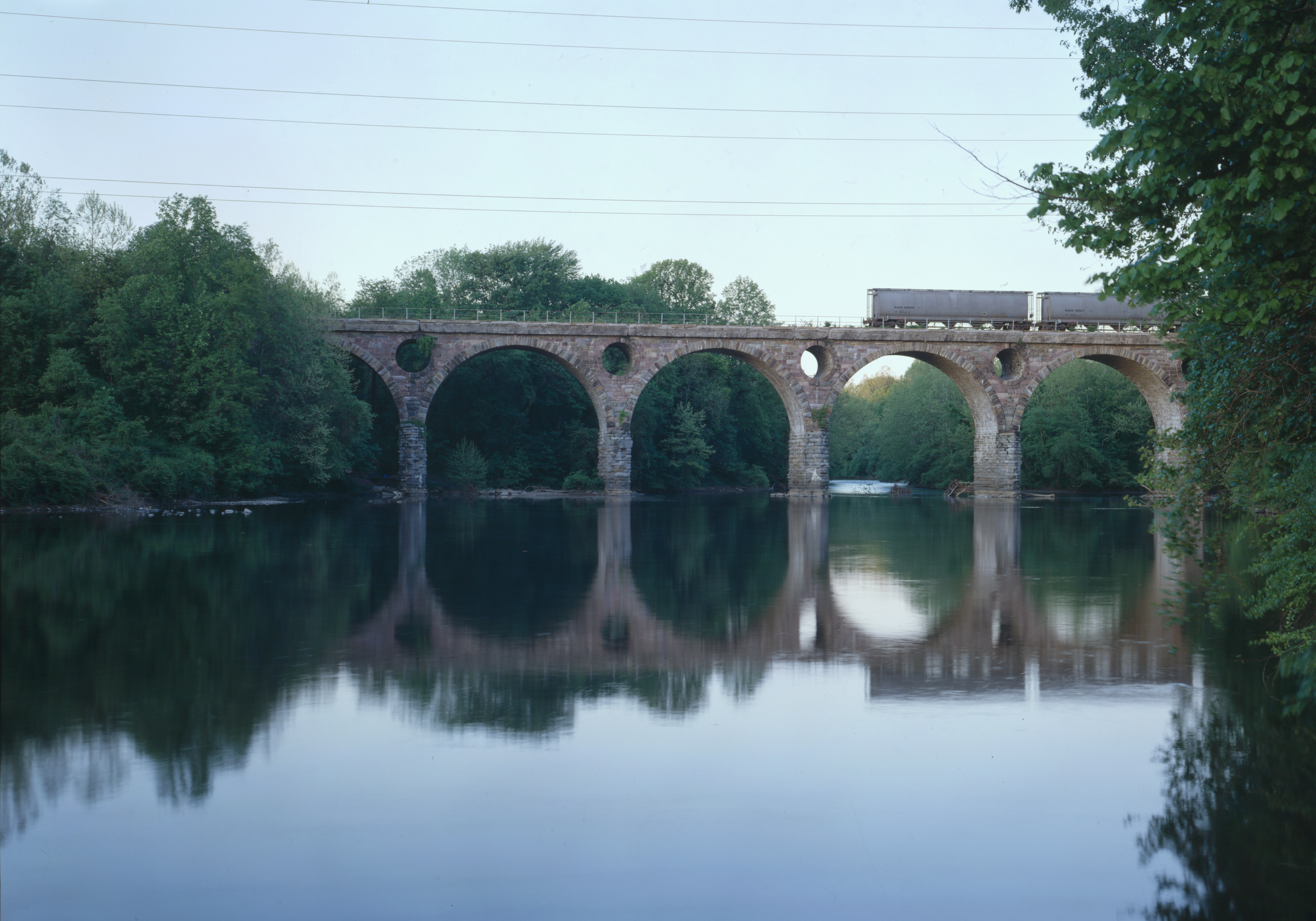
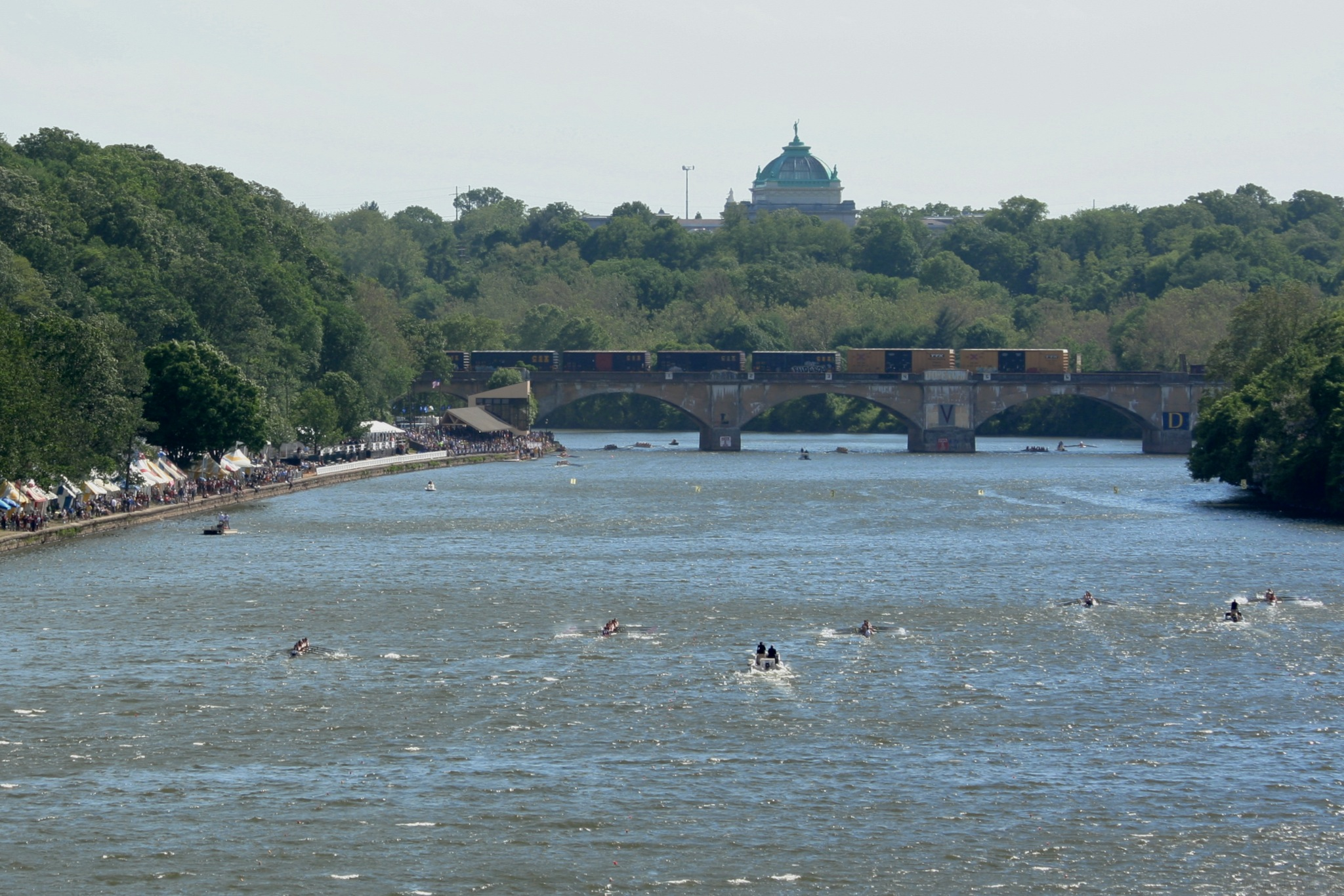
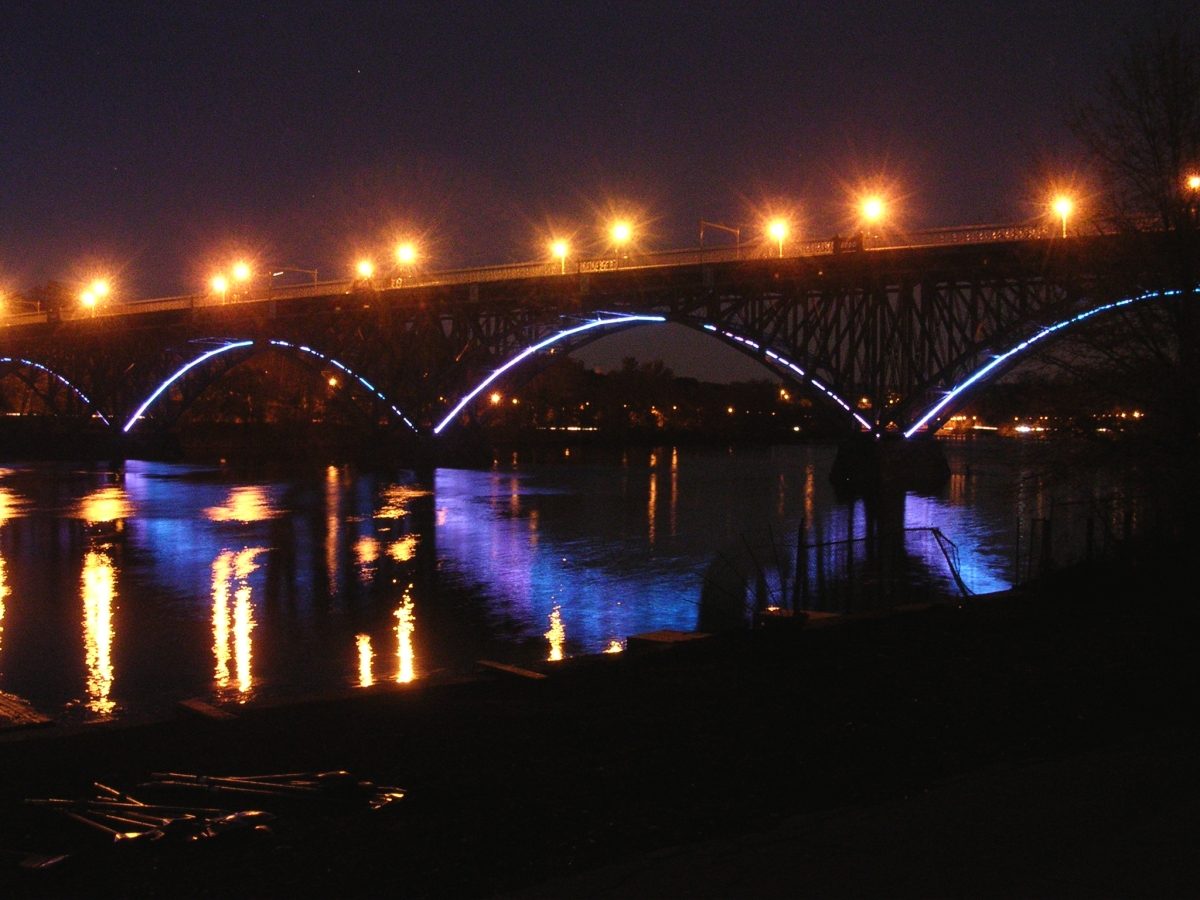